# Polen op het Eurovisiesongfestival 1996
Polen nam deel aan het Eurovisiesongfestival 1996 in Oslo, Noorwegen. Het was de 3de deelname van het land op het Eurovisiesongfestival. De selectie verliep via een interne selectie. TVP was verantwoordelijk voor de Poolse bijdrage voor de editie van 1996.

## Selectieprocedure
Om de kandidaat te kiezen voor Polen op het festival koos men ervoor om deze intern aan te duiden.
De keuze viel uiteindelijk op de zangeres Kasia Kowalska met het lied Chcę znać swój grzech.

## In Oslo
Op het festival zelf in Noorwegen moest Polen aantreden als 20ste, net na IJsland en voor Bosnië-Herzegovina.
Op het einde van de puntentelling bleek dat Polen op een 15de plaats was geëindigd met een totaal van 31 punten.
België en Nederland gaven geen punten aan deze inzending.

### Gekregen punten

#### Finale
| 12 punten | 10 punten             | 8 punten | 7 punten                                        | 6 punten |
| --------- | --------------------- | -------- | ----------------------------------------------- | -------- |
|           |                       |          | - Bosnië en Herzegovina - Griekenland - Turkije |          |
| 5 punten  | 4 punten              | 3 punten | 2 punten                                        | 1 punt   |
|           | - Cyprus - Oostenrijk |          | - Slowakije                                     |          |

### Punten gegeven door Polen

#### Finale
Punten gegeven in de finale:
| 12 punten | Ierland     |
| 10 punten | Estland     |
| 8 punten  | Oostenrijk  |
| 7 punten  | Nederland   |
| 6 punten  | Malta       |
| 5 punten  | Slowakije   |
| 4 punten  | Noorwegen   |
| 3 punten  | IJsland     |
| 2 punten  | Kroatië     |
| 1 punt    | Griekenland |

1994 · 1995 · 1996 · 1997 · 1998 · 1999 · 2000 · 2001 · 2002 · 2003 · 2004 · 2005 · 2006 · 2007 · 2008 · 2009 · 2010 · 2011 · 2012-2013 · 2014 · 2015 · 2016 · 2017 · 2018 · 2019 · 2020 · 2021 · 2022 · 2023 · 2024 · 2025